# Lafitte-sur-Lot
 Lafitte-sur-Lot  es una población y comuna francesa, en la región de Aquitania, departamento de Lot y Garona, en el distrito de Marmande y cantón de Tonneins.

## Demografía
| 749 | 774 | 754 | 746 | 731 | 696 |
| Para los censos de 1962 a 1999 la población legal corresponde a la población sin duplicidades (Fuente: INSEE [Consultar]) |     |     |     |     |     |